# Rudolf Heberle
Rudolf Heberle (* 3. Juli 1896 in Lübeck; † 20. April 1991 in Baton Rouge, Louisiana, Vereinigte Staaten) war ein deutsch-US-amerikanischer Soziologe. Heberle lehrte unter anderem an der Universität Kiel. Als er 1936 eine Professur in Kiel bekommen sollte, wurde er denunziert und wegen eines jüdischen Urgroßvaters als ungeeignet angesehen. Daraufhin emigrierte Heberle mit seiner ganzen Familie. Das wurde dadurch erleichtert, dass Herberle einen Ruf nach Baton Rouge in Louisiana erhalten hatte. Als Professor vertrat er die akademischen Fächer der Soziologie und der Bevölkerungswissenschaft und wirkte vor allem im Bereich der Politischen Soziologe in den USA.

## Leben
Rudolf Heberle war nach seinem Abitur 1915 an einem lübischen humanistischen Gymnasium Soldat im Ersten Weltkrieg und studierte dann ab 1919 die Staatswissenschaften in Göttingen, Freiburg im Breisgau, Marburg und Kiel. Dort promovierte er 1923 zum Dr. sc. pol. und heiratete die Sozialarbeiterin Franziska Tönnies (* 14. Februar 1900, † 21. Dezember 1997), die Tochter seines akademischen Lehrers Ferdinand Tönnies.
Zunächst Assistent von Fritz Karl Mann, arbeitete er von 1923 bis 1926 an der Universität Königsberg in Ostpreußen (von dort aus betrieb er auch agrarsoziologische Studien in Litauen), war 1926–29 Research Fellow der Rockefeller Foundation, forschte und lehrte als Privatdozent 1929–38 in Kiel. Im Jahr 1937 teilte ihm der Rektor der Christian-Albrechts-Universität mit, dass seine Bezüge und Lehraufträge als Privatdozent an der Kieler Universität nicht mehr erneuert werden würden. Seine Ernennung zum Professor könnte nicht weiter verfolgt werden, wenn seine Abstammung nicht restlos geklärt würde. Durch einen Antrag auf Beurlaubung kam Heberle seiner Entlassung zuvor. 1938 musste Heberle wie viele Schüler andere Schüler seines von den Nazis verfolgten Mentors Fritz Karl Mann aus Deutschland emigrieren. Zusammen mit Frau und Sohn Klaus Hinrich Heberle ging er nach Baton Rouge in die Vereinigten Staaten.
Schon 1934 hatte er sein Buch Landbevölkerung und Nationalsozialismus geschrieben, das sich mit dem Aufkommen des NS in Schleswig-Holstein beschäftigte. Es durfte während der Zeit des Nationalsozialismus nicht erscheinen, weil es eine moderne soziologische Untersuchung im Geiste demokratischer Wissenschaft war. Nur die soziologische Zeitschrift der Volksspiegel druckte im Jahr 1934 eine kurze Zusammenfassung der Arbeit. Danach wurde 1945 eine stark gekürzten Fassung auf Englisch publiziert. In deutscher Sprache wurde das Buch erst 1963 vom Institut für Zeitgeschichte herausgegeben.
Noch im Jahr 1938 erhielt Heberle an der Louisiana State University einen Lehrauftrag. Zwei Jahre später wurde er dort auf einen Lehrstuhl für Soziologie berufen. 1944 erhielt Heberle die amerikanische Staatsbürgerschaft. Nach dem Zweiten Weltkrieg erreichten Hebele Rufe mehrere deutscher Universitäten. Er blieb aber in den USA und hatte den Lehrstuhl in Baton Rouge bis zu seiner Emeritierung 1963 inne. Danach übernahm er Gastprofessuren an nordamerikanischen Universitäten (Michigan State University, University of North Carolina, Columbia University) und zuletzt in Freiburg im Breisgau. Die Philosophische und die Wirtschafts- und Sozialwissenschaftliche Fakultät der Universität Kiel verliehen ihm jeweils die Ehrendoktorwürde.
Heberle war von 1951 bis 1952 Präsident der Southern Sociological Society und von 1966 bis 1967 Vizepräsident der American Sociological Association. Er war bis zu seinem Tod tätig.

## Wirken
Heberle war an der Universität Kiel Schüler von Ferdinand Tönnies und übernahm von ihm nicht nur den theoretischen Ansatz, sondern vor allem auch einen starken Impuls zur soziologischen Feldforschung und Soziografie. Er gehörte darum zu jenen Soziologen, die in der Deutschen Gesellschaft für Soziologie die „Untergruppe für Soziographie“ initiierten. Vorausgegangen war die Vertrautheit mit den Methoden empirischer Soziologie in den USA und die Bekanntschaft mit dem amerikanischen Soziologen Robert E. Park.
Aufsehen erregte seine Analyse der sozialen Strukturkonstellationen, womit er die frühen Wahlerfolge der NSDAP ausgangs der Weimarer Republik erklärte. Nach seiner Emigration untersuchte er an der Universität von Louisiana den Wandel des ‚alten Südens‘ der USA und wurde vor allem durch seine vergleichende Studien über Massenbewegungen einflussreich.
Heberles Theorie der sozialen Bewegungen ist von einer systematischen Erklärungsabsicht getragen; sein historisches Wissen über die Geschichte der sozialen Bewegungen ließ ihn nicht wie andere vor oder nach ihm ein Geschichtsbuch über politische Bewegungen verfassen, sondern hat ihm zur Auswahl von Fallbeispielen gedient. 1951 in den Vereinigten Staaten erschienen, war sein Werk Social Movements in seiner Art ohne Vorgänger. Ohne die üblichen Grenzziehungen von Fachdisziplinen zu achten, hat Heberle sowohl soziale wie politische Dimensionen analysiert. Als verursachende Bedingungen hat er sowohl sozialpsychologische Einstellungen und Motivationen als auch Soziale Klassen, Volks- und Religionszugehörigkeit sowie die Sozialökologie insgesamt als geographisch verteilter Faktorenkomplex betrachtet und ging von Struktur und Organisationsweise von Bewegungen und Parteien dazu über, deren Kampfstrategien und Taktiken zu untersuchen.
Bis heute richtungweisend für jede Migrationssoziologie ist die deutsch 1955 veröffentlichte Abhandlung Theorie der Wanderungen. Sie hat deren drei Bereiche: Arbeitsplätze, Wohnungen und sexuelle Konkurrenz, die sowohl im Kontext mit oder als Mechanismen der „sozialen Schließung“ wie auch im Zusammenhang mit „fremdenfeindlicher Haltung“ bedeutsam sind.
Die Tönnies-Rezeption in Nordamerika, die nach 1933 über die deutsche weit hinausging, verdankt viel seinen Schriften und Editionen.

## Ausgewählte Publikationen
- Zur Geschichte der Arbeiterbewegung in Schweden, 1925.
- Die Deutschen in Litauen, Ausland u. Heimat, Stuttgart 1927.
- Über die Mobilität der Bevölkerung in den Vereinigten Staaten, 1929.
- Soziographie, in: Alfred Vierkandt (Hrsg.): Handwörterbuch der Soziologie, (1931), Ferdinand Enke, Stuttgart ²1982, ISBN 3-432-91551-9.
- Soziographie, in: Die Heidedörfer Moide und Suroide. Gemeinschaftsarbeit des Geographischen Instituts der Universität Kiel in der Lüneburger Heide, Kiel 1935, Schriften des Geographischen Institut der Universität Kiel, Band V, Heft 2, S. 47–57
- (mit Fritz W. Meyer:) Die Großstädte im Strom der Binnenwanderung, 1937.
- From Democracy to Nazism. A Regional Case Study on Political Parties in Germany. University of Louisiana Press, Baton Rouge 1945. Eine stark gekürzte englische Fassung des 1934 geschriebenen Buches, das auf Deutsch im Dritten Reich nicht erscheinen konnte. Der Originaltext erschien erst 1963 als:

Landbevölkerung und Nationalsozialismus: Eine soziologische Untersuchung der politischen Willensbildung in Schleswig-Holstein 1918 bis 1932. Deutsche Verlags-Anstalt, Stuttgart 1963. Schriftenreihe der Vierteljahrshefte für Zeitgeschichte 6.
- The Labor Force in Louisiana, Louisiana State Univ. Press, Baton Rouge 1948.
- Theorie der Wanderungen. Soziologische Betrachtungen, in: Schmollers Jahrbuch für Gesetzgebung, Verwaltung und Volkswirtschaft, Jg. 75, 1955, H. 1, S. 1–23.
- Social Movements. An Introduction to Political Sociology, (1951), ²1970 (dt.: Hauptprobleme der Politischen Soziologie, 1967).
- From Democracy to Nazism, Fertig, New York 1970.
- (Hrsg. mit Werner J. Cahnman:) Ferdinand Toennies on Sociology: Pure, Applied, and Empirical, 1971.
- Soziologische Lehr- und Wanderjahre, in: Kölner Zeitschrift für Soziologie und Sozialpsychologie, Heft 2 1976, S. 197–211.
- In Praise of Fieldwork. An Autobiographical Note. In: Zeitschrift für Soziologie, 11, 1982, S. 105–112.